# Monster Pies
Monster Pies è un film del 2013 diretto da Lee Galea e basato su un racconto breve scritto dallo stesso regista quando era un adolescente.

## Trama
In un liceo di Melbourne, il timido Mike viene incaricato dal professore d'inglese di svolgere una ricerca
su Romeo e Giulietta insieme a William, il nuovo arrivato nella scuola. I due decidono quindi di realizzare una versione cinematografica horror della tragedia shakespeariana. A forza di trascorrere molto tempo insieme, i due ragazzi scoprono di essere innamorati l'uno dell'altro ed iniziano a frequentarsi nonostante mille difficoltà.

## Produzione
Monster Pies è basato su un racconto breve scritto dal regista Lee Galea nel 1995, quando aveva quindici anni. Galea iniziò a scrivere la sceneggiatura del film nel marzo 2010. Il film venne girato in giorni e la data d'inizio delle riprese fu il 31 ottobre 2011.
Inizialmente il ruolo di William era stato assegnato ad un altro attore, il quale però decise di abbandonare la lavorazione del film. Per sostituirlo venne scelto Lucas Linehan, il quale fece cambiare il nome del personaggio da Victor a William.
Il ruolo del padre di Mike non era nemmeno presente nella sceneggiatura ma venne creato appositamente per Jeremy Kewley dopo che egli dimostrò interesse nella produzione.

## Riconoscimenti
- 2013 - Melbourne Queer Film Festival
  - Audience Award al miglior film

## Citazioni
- In una scena del film, Ursula menziona il film Eraserhead - La mente che cancella (1977).
- In una scena del film, un cliente del noleggio video continua a chiedere il film The Peanut Butter Solution (1985).
- Nella scena del drive-in, il film sui vampiri "Full Moon" è in realtà un cortometraggio mai terminato girato da Lee Galea nel 2002.
- Nella camera di Mike è presente il poster del film Less Adolescent.

## Scene tagliate
Le scene tagliate del film sono mostrate in un cortometraggio intitolato Monster Pies: Deleted Scenes.